# ماينار
بلدية ماينار (بالإسبانية: Mainar) هي بلدية تقع في مقاطعة سرقسطة التابعة لمنطقة أراغون شمال شرق إسبانيا.

## الديموغرافيا
بلغ عدد سكان بلدية ماينار 164 نسمة عام 2011 (وفقاً للمعهد الوطني الإسباني للإحصاء).
| 194 | 185 | 168 | 150 | 174 | 169 | 164 |